# لیگ افتخارات فوتبال لوکزامبورگ
لیگ افتخارات فوتبال لوکزامبورگ (به انگلیسی: Luxembourg Division of Honour) دومین لیگ معتبر فوتبال در کشور لوکزامبورگ است که در سال ۱۹۶۰ بنیان‌گذاری شده و زیر نظر فدراسیون فوتبال لوکزامبورگ برگزار می‌شود.